# Lentechi

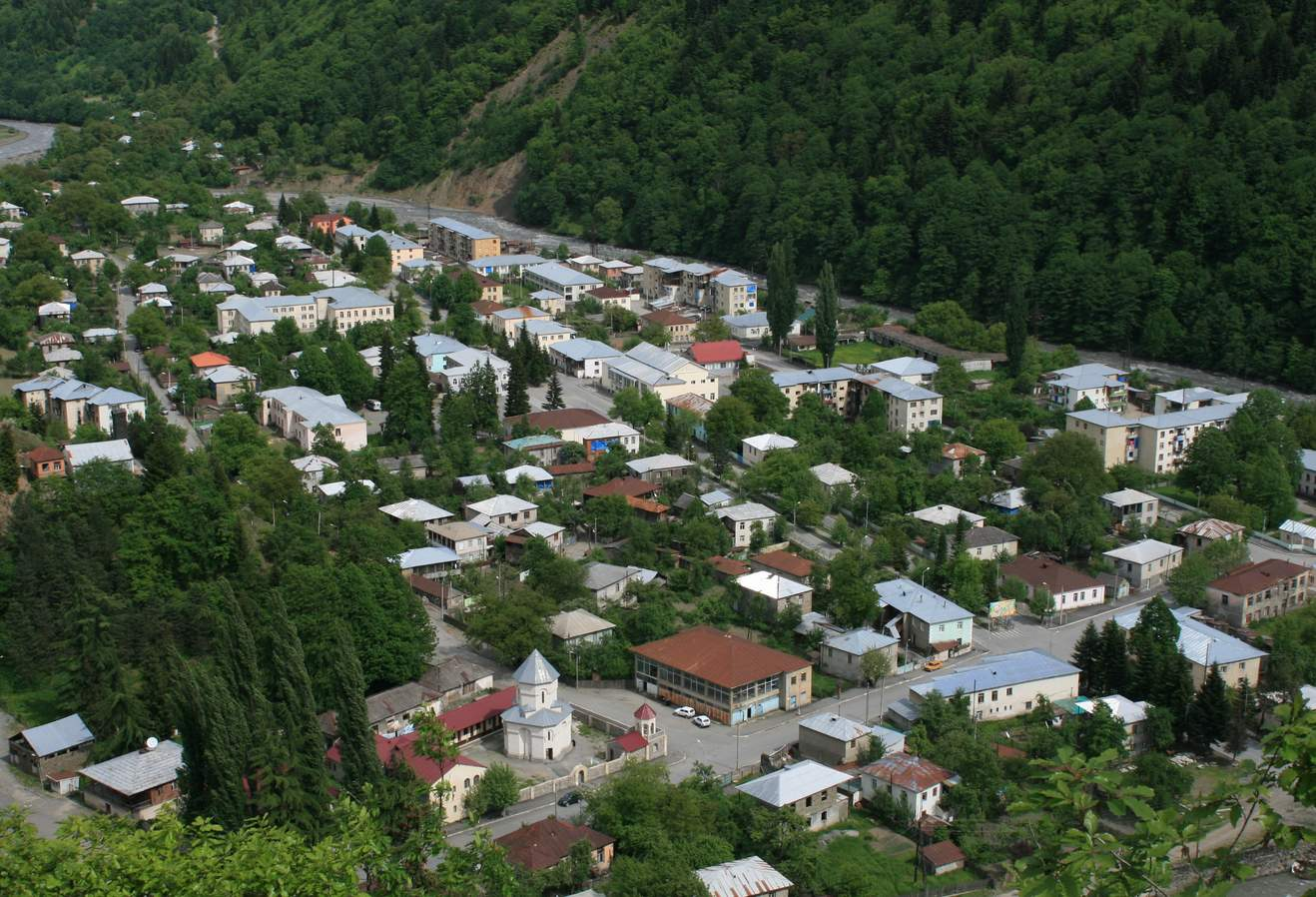
Lentechi (2011)

Lentechi (georgisch ლენტეხი) ist eine Kleinstadt (georgisch Daba) in der georgischen Region Ratscha-Letschchumi und Niederswanetien. Sie ist Verwaltungssitz der gleichnamigen Munizipalität Lentechi und hat etwa 947 Einwohner (Berechnung 2014).

## Lage
Der Ort liegt inmitten der Berge des Großen Kaukasus, gut 200 km Luftlinie nordwestlich der Landeshauptstadt Tiflis und 45 km nordwestlich der Regionshauptstadt Ambrolauri am rechten Ufer des Zcheniszqali, eines rechten Rioni-Nebenflusses, oberhalb der Einmündung der beiden rechten Zuflüsse Laskadura und Cheledula. Das Tal des Zcheniszqali bildet den südlichen Teil der historischen Provinz Swanetien, genannt Niederswanetien (Kwemo Swaneti), eingeschlossen zwischen dem über 3000 m hohen Letschchumi-Gebirge im Südosten und dem bis zu 4009 m (Laila-Lelechi, 20 km nordwestlich von Lentechi) hohen Swanetischen Gebirge. Letzteres grenzt im Norden Niederswanetien von Oberswanetien (Semo Swaneti) ab, das mit seinem Hauptort Mestia heute Teil der Region Mingrelien und Oberswanetien ist.

## Geschichte
Das Dorf Lentechi erhielt als Verwaltungszentrum eines Rajons der Georgischen SSR 1969 den Status einer Siedlung städtischen Typs (entsprechend dem heutigen daba, Kleinstadt).
Einwohnerentwicklung
| Jahr | Einwohner |
| ---- | --------- |
| 1959 | 854       |
| 1970 | 1772      |
| 1979 | 1873      |
| 1989 | 1995      |
| 2002 | 1739      |
| 2014 | 947       |

Anmerkung: Volkszählungsdaten

## Kultur und Sehenswürdigkeiten
Im Gebiet gibt es eine Reihe von georgisch-orthodoxen Kirchengebäuden aus dem 9. bis 11. Jahrhundert. In Lentechi selbst befindet sich die Burg Laraschi der mingrelischen Fürstenfamilie Dadiani. Der Ort besitzt ein Heimatmuseum.

## Wirtschaft und Infrastruktur
In der Umgebung von Lentechi wird Landwirtschaft für die lokale Versorgung betrieben. Eine gewisse Rolle spielt der Tourismus: der Ort ist Ausgangspunkt für Bergtouren. Der Bau eines Hotels ist geplant.
Lentechi ist an das georgische Straßennetz über die Nationalstraße Sch15 (შ15) angebunden, die – zunächst durch das Tal des Zcheniszqali – über Zageri und Zqaltubo, wo sich die nächstgelegene Bahnstation befindet, in die gut 100 km entfernte Großstadt Kutaissi führt. In der anderen Richtung verläuft die Straße von Lentechi das Flusstal aufwärts zu den höher gelegenen Ortschaften Niederswanetiens, um als Nationalstraße Sch7 (შ7) über den 2623 m hohen Sagaropass in das obere Enguri-Tal zu wechseln, das bereits zu Oberswanetien gehört (der Abschnitt über den Pass ist ein schwer befahrbarer, unbefestigter Fahrweg).

## Söhne und Töchter des Ortes
- Tengis Sigua (1934–2020), Politiker, Premierminister der Georgischen SSR sowie des unabhängigen Georgiens 1990–1993